# 通江街道 (哈尔滨市)
通江街道是中国黑龙江省哈尔滨市道里区下辖的一个街道，位于道里区的东部。

## 行政区划
通江街道下辖4个社区居委会：上红社区、友谊社区、红专社区、红星广场社区。